# Cesare Ignazio d'Este
Cesare Ignazio d'Este (1653 – 27 ottobre 1713) è stato un nobile italiano del ramo cadetto degli Este di Scandiano.

## Biografia
Cesare Ignazio d'Este nacque fuori Modena nel 1653; figlio del generale e principe Borso d'Este e della moglie Ippolita d'Este, figlia naturale del principe Luigi I d’Este, marchese di Scandiano e Montecchio.
Alla morte dei genitori, tra il 1656 ed il 1657, Cesare Ignazio, insieme ai fratelli, venne affidato allo zio (e al contempo avo) Luigi I d'Este; quest'ultimo sarà in un primo momento il curatore dell'ingente patrimonio del fratello Borso, per conto dei nipoti, poi per volere della reggente del Ducato di Modena e Reggio, la duchessa Laura Martinozzi, dovrà lasciare la gestione del patrimonio e la tutela dei giovani principi, al principe cardinale Rinaldo e al governatore di Reggio, principe Cesare d'Este.
Il 25 febbraio 1665 Cesare Ignazio, insieme al fratello Foresto, venne iscritto nel Collegio Henry de La Fléche (fondato dal re Enrico IV nel 1604).
Nel 1674 Cesare Ignazio, di cui gli storici tratteggiano una personalità ambiziosa, spianò la strada al giovane Francesco II d'Este. Cesare Ignazio, sfruttando l'assenza dai territori della reggente, contribuisce alla congiura che porterà all'estromissione della stessa Laura Martinozzi.
Il 10 ottobre 1674 una lettera patente ducale gli conferì il grado militare di "generale in capo".
Il 23 maggio 1680, su investitura ducale, diverrà il 7º marchese di Montecchio (alla sua morte il feudo tornerà alla camera ducale).
Nel 1686 accompagnò a Roma il duca Francesco II d'Este a far visita alla madre, ritiratasi in un palazzo romano; la visita, infruttuosa, avrebbe dovuto convincere Laura Martinozzi a rientrare negli stati estensi.
Nel 1713 sarà Governatore di Reggio.
Morì il 27 ottobre 1713.

## Ascendenza
|                       |               |                     | Genitori                       |  |  | Nonni |  |  | Bisnonni       |  |  | Trisnonni        |  |
|                       |               |                     |                                |  |  |       |  |  | Alfonso d'Este |  |  | Alfonso I d'Este |  |
|                       |               |                     |                                |  |  |       |  |  | Alfonso d'Este |  |  | Alfonso I d'Este |  |
|                       |               | Laura Dianti        |                                |  |  |       |  |  | Alfonso d'Este |  |  |                  |  |
| Cesare d'Este         |               |                     |                                |  |  |       |  |  | Alfonso d'Este |  |  |                  |  |
|                       |               | Giulia Della Rovere | Francesco Maria I Della Rovere |  |  |       |  |  |                |  |  |                  |  |
|                       |               | Giulia Della Rovere | Francesco Maria I Della Rovere |  |  |       |  |  |                |  |  |                  |  |
|                       |               | Giulia Della Rovere | Eleonora Gonzaga Della Rovere  |  |  |       |  |  |                |  |  |                  |  |
| Borso d'Este          |               | Giulia Della Rovere |                                |  |  |       |  |  |                |  |  |                  |  |
|                       |               | Cosimo I de' Medici | Giovanni dalle Bande Nere      |  |  |       |  |  |                |  |  |                  |  |
|                       |               | Cosimo I de' Medici | Giovanni dalle Bande Nere      |  |  |       |  |  |                |  |  |                  |  |
|                       |               | Cosimo I de' Medici | Maria Salviati                 |  |  |       |  |  |                |  |  |                  |  |
| Virginia de' Medici   |               | Cosimo I de' Medici |                                |  |  |       |  |  |                |  |  |                  |  |
|                       |               | Camilla Martelli    | Antonio Martelli               |  |  |       |  |  |                |  |  |                  |  |
|                       |               | Camilla Martelli    | Antonio Martelli               |  |  |       |  |  |                |  |  |                  |  |
|                       |               | Camilla Martelli    | Fiammetta Soderini             |  |  |       |  |  |                |  |  |                  |  |
| Cesare Ignazio d'Este |               | Camilla Martelli    |                                |  |  |       |  |  |                |  |  |                  |  |
|                       | Cesare d'Este | Alfonso d'Este      |                                |  |  |       |  |  |                |  |  |                  |  |
|                       | Cesare d'Este | Alfonso d'Este      |                                |  |  |       |  |  |                |  |  |                  |  |
|                       | Cesare d'Este | Giulia Della Rovere |                                |  |  |       |  |  |                |  |  |                  |  |
| Luigi I d'Este        | Cesare d'Este |                     |                                |  |  |       |  |  |                |  |  |                  |  |
|                       |               | Virginia de' Medici | Cosimo I de' Medici            |  |  |       |  |  |                |  |  |                  |  |
|                       |               | Virginia de' Medici | Cosimo I de' Medici            |  |  |       |  |  |                |  |  |                  |  |
|                       |               | Virginia de' Medici | Camilla Martelli               |  |  |       |  |  |                |  |  |                  |  |
| Ippolita d'Este       |               | Virginia de' Medici |                                |  |  |       |  |  |                |  |  |                  |  |
|                       |               | …                   | …                              |  |  |       |  |  |                |  |  |                  |  |
|                       |               | …                   | …                              |  |  |       |  |  |                |  |  |                  |  |
|                       |               | …                   | …                              |  |  |       |  |  |                |  |  |                  |  |
| …                     |               | …                   |                                |  |  |       |  |  |                |  |  |                  |  |
|                       |               | …                   | …                              |  |  |       |  |  |                |  |  |                  |  |
|                       |               | …                   | …                              |  |  |       |  |  |                |  |  |                  |  |
|                       |               | …                   | …                              |  |  |       |  |  |                |  |  |                  |  |
|                       |               | …                   |                                |  |  |       |  |  |                |  |  |                  |  |